# Tagliolini
Les tagliolini (singulier : tagliolino), ou taglierini, sont un type de pâtes alimentaires typiquement italiennes, spécialité traditionnelle du Piémont, dans le nord de l'Italie (où ils sont plus connus sous le nom de tajarin), mais aussi de Molise.
C'est une variété de pâtes longues, en forme de rubans très fins, confectionnées à base de semoule de blé dur et d'œufs. Elles mesurent 2 à 3 mm de largeur pour une épaisseur de moins d'un millimètre, soit moins que des tagliatelle mais plus que des capellini. Elles sont traditionnellement accommodées avec des sauces légères, des champignons (comme les fameuses truffes blanches d'Alba), ou all'Aida dans la région de Bologne en l'honneur de Giuseppe Verdi.